# Plectromerus josephi
Plectromerus josephi är en skalbaggsart som beskrevs av Eugenio H.Nearns och Branham 2008. Plectromerus josephi ingår i släktet Plectromerus och familjen långhorningar. Inga underarter finns listade i Catalogue of Life.